# سیارک ۹۲۲۳
سیارک ۹۲۲۳ (به انگلیسی: 9223 Leifandersson، نامگذاری:1995YY7) نه هزار و دویست و بیست و سومین سیارک کشف شده است که در ۱۸ دسامبر ۱۹۹۵ کشف شد.
قدر مطلق سیارک برابر ۱۳٫۶۰ است.